# ماتيلدا دي كارينثيا
ماتيلدا دي كارينثيا (توفيت. 13 ديسمبر 1160 أو 1161) كانت أبنة إنغلبرت، دوق كارينثيا ويوتا دي باساو، تزوجت ثيوبالد الثاني، كونت شامبانيا في 1123، وكانت والدة الملكة أديلا وبالتالي هي جدة فيليب الثاني أغسطس ملك فرنسا.

## الزواج
انجبت ماتيلدا لـ ثيوبالد عشرة أبناء:-
1. هنري الأول، كونت شامبانيا؛[2] تزوج من ماري من فرنسا أبنة لويس السابع ملك فرنسا.
2. ثيوبالد الخامس، كونت بلوا؛[2] تزوج من سيبيلا، ثم من أليس من فرنسا شقيقة ماري.
3. إديلا، ملكة فرنسا؛[2] الزوجة الثالثة لـ ملك لويس السابع.
4. إيزابيلا، دوقة بوليا؛ بزواجها من روجر الثالث.
5. ماري، دوقة بورغندي؛ بزواجها من أودو الثاني.[3]
6. ويليام الأيادي البيضاء؛ كاردينال.[2]
7. ستيفن الأول، كونت سانسير؛ توفي في حصار عكا.[2]
8. أغنيس، كونتيسة بار؛ بزواجها من رينجنالد الثاني.[4]
9. مارغريت؛ راهبة.
10. ماتيلدا، كونتيسة بيرش؛ بزواجها من بوترو الرابع.[5]